# گروه بیمه یونیکا
گروه بیمه یونیکا (انگلیسی: Uniqa Insurance Group) شرکت خدمات مالی و بیمه اتریشی است، که در سال ۱۸۱۱ تأسیس شد.